# Парамананда Пури
Парамана́нда Пу́ри (IAST: Paramānanda Purī) — кришнаитский святой, живший в конце XV — первой половине XVI века. Парамананда был учеником Мадхавендры Пури. Описывается, что Чайтанья встретился с ним во время паломничества по святым местам в Южной Индии. Кришнадаса Кавираджа утверждает в «Чайтанья-чаритамрите», что Парамананда был одним из только двух вайшнавов, постигших «истинную природу» Чайтаньи.